# Quintette du Hot Club de France

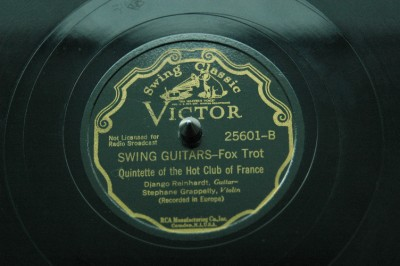
78er von Victor des Quintette du Hot Club de France: „Swing Guitars“ (1936)

Das Quintette du Hot Club de France war das erste ausschließlich von Saiteninstrumentalisten besetzte Jazz-Ensemble.

## Geschichte
Der Gitarrist Django Reinhardt und der Geiger Stéphane Grappelli gründeten das Quintette 1934 in Paris auf Anregung von Pierre Nourry und Charles Delaunay vom Hot Club de France. Neben Django Reinhardt und Grappelli wirkten zunächst Djangos Bruder Joseph Reinhardt sowie Roger Chaput bzw. Pierre „Baro“ Ferret als weitere Gitarristen sowie Louis Vola als Kontrabassist mit. Es kam hier erstmals im Jazz zur Arbeitsteilung von Solo- und Rhythmusgitarre. Die beiden Rhythmusgitarristen (J. Reinhardt/Chaput bzw. Ferret) hatten zugleich eine perkussive Funktion wahrzunehmen und ersetzten, indem sie la pompe spielten, das Schlagzeug.
Ihren Namen erhielt die Gruppe, weil ihre ersten Auftritte unter dem organisatorischen Dach des Hot Club de France stattfanden. 1934 erschien die erste Schallplatte bei Ultraphone (nachdem sie zuvor bei Odeon als „viel zu modern“ abgelehnt worden war); bei dieser ersten Session im Ultraphone-Studio im Pariser Quartier Montparnasse in der Avenue du Maine nahmen Reinhardt und seine Musiker die Standards Dinah, Tiger Rag, I Saw Stars und Lady, Be Good auf; dort produzierte man „mit Skepsis und darauf hoffend, die Ausgaben durch den Verkauf von 500 Platten wieder einbringen zu können.“
Dieses Quintett mit seinen ungewohnten Klangfarben wirkte erfolgreich und tourte durch weite Teile Europas. Im März 1937 kam dessen Version von „After You’ve Gone“ auf Rang 20 der US-amerikanischen Hitparaden. Von kleineren Umbesetzungen abgesehen blieb es bis zum Ausbruch des Zweiten Weltkrieges 1939 bestehen, den die Gruppe in Großbritannien erlebte. Da Grappelli bis Kriegsende in London blieb, wurde das Quintett (bei gleichem Namen) durch Reinhardt umgeformt: Hubert Rostaing trat mit seiner Klarinette an die Stelle der Violine. Etwa 100 Schallplattenaufnahmen, aufgenommen zwischen Dezember 1934 und August 1939, halten die Erinnerung an diese unverwechselbare Band wach.
Mit dem Wechsel zu Klarinettist Rostaing wurde die Rhythmusgruppe 1940 mit einer veränderten Besetzung Rhythmusgitarre (in der Regel Joseph Reinhardt), Bass und Schlagzeug vergleichsweise konventionell. Die Ursprungsbesetzung Violine, drei Gitarren, Kontrabass wurde zunächst von Sarane Ferret übernommen, gilt bis heute als die typische Hot Club-Besetzung und hat ihre Nachfolger in vielen Ländern gefunden.

### Weitere beteiligte Musiker
Musiker, die an Aufnahmesessions des Quintette du Hot Club de France mitwirkten, waren ferner Pierre Allier (Trompete), Marcel Bianchi (Gitarre), Jos Breyre (Posaune), Arthur Briggs (Trompete), Philippe Brun (Trompete), Maurice Cizeron (Flöte), Alix Combelle (Klarinette, Tenorsaxophon), André Cornille (Trompete), Alphonse Cox (Trompete), Beryl Davis (Gesang), Josette Daydé (Gesang), Gus Deloof (Trompete), Eugène d’Hellemmes (Posaune),  Roger Grasset (Kontrabass), André Jourdan (Schlagzeug), Pierre Fouad (Schlagzeug), Gérard Lévêque (Klarinette), André Lluis (Klarinette), Francis Lucas (Kontrabass), Guy Paquinet (Posaune), Tony Rovira (Kontrabass), Lucien Simoëns (Kontrabass), Emmanuel Soudieux (Kontrabass), Freddy Taylor (Gesang), Eugène Vées (Gitarre), Michel Warlop (Violine).